# Tam Thạnh
Tam Thạnh is een xã in het district Núi Thành, een van de districten in de Vietnamese provincie Quảng Nam. Tam Hòa heeft ruim 4000 inwoners op een oppervlakte van 53,96 km².

## Geografie en topografie
In Tam Thạnh liggen twee grote meren. In het noorden ligt Tam Thạnh op de zuidelijke oever van het Phú Ninhmeer. In het oosten ligt de Thái Xuân.